# Jan Działyński (kasztelan rypiński)
Jan Działyński herbu Ogończyk (zm. przed 1 marca 1479) – kasztelan rypiński poświadczony na tym urzędzie w latach 1468–1475, najprawdopodobniej syn podkomorzego dobrzyńskiego Piotra z Działynia, najprawdopodobniej ojciec kasztelana słońskiego Piotra. Pisał się z Woli, do Działynia praw najprawdopodobniej nie posiadał.